# Vitsidtjärnen (Jörns socken, Västerbotten)
Vitsidtjärnen är en sjö i Skellefteå kommun i Västerbotten och ingår i Kågeälvens huvudavrinningsområde. Sjön har en area på 0,0608 kvadratkilometer och ligger 226,3 meter över havet.

## Delavrinningsområde
Vitsidtjärnen ingår i det delavrinningsområde (722523-171557) som SMHI kallar för Mynnar i Kågeälven. Medelhöjden är 246 meter över havet och ytan är 18,71 kvadratkilometer. Räknas de 2 avrinningsområdena uppströms in blir den ackumulerade arean 101,16 kvadratkilometer. Kusån som avvattnar avrinningsområdet har biflödesordning 2, vilket innebär att vattnet flödar genom totalt 2 vattendrag innan det når havet efter 63 kilometer. Avrinningsområdet består mestadels av skog (84 procent). Avrinningsområdet har 0,06 kvadratkilometer vattenytor vilket ger det en sjöprocent på 0,3 procent.